# معركة المجصة
معركة المجصة هي معركة حدثت في 1330 هـ بين قوات إمارة نجد بقيادة عبد العزيز آل سعود مكونة من قبيلة سبيع وبين ال سفران من قبيلة العجمان، وانتهت المعركة بانتصار ابن سعود، وأسفرت عن هزيمة ال سفران وقتل عدد غير قليل من رجالهم.

## المعركة
```
عبد العزيز آل سعود راجعاً إلى أطراف الاحساء وهجم على قبيلة السفران واشتبك معه (خميس بن منيخر) في موضع يسمى (المجصة)واشترك معه الشيخ فيصل بن سحوب ومعه فريق من قبيلته 
زعب
 في قصر ونخيل يقع في جنوب الطرف بالأحساء في معركة شديدة أسفرت عن هزيمة العجمان والسفران وقتل عدد غير قليل من رجالهم وهذهالواقعة تسمى (وقعة المجصة) عام 1330هـ.
```

يستدعون عبد العزيز إلى الأحساء في مساء اليوم الرابع من محرم سنة 1331هـ ـ 13/12/1912م اجتمع في مجلس الشيخ محمد بن عمر آل ملا المتوفى سنة 1338هـ الكائن بمحلة الرويضة في الكوت كل من الشيخ محمد بن أحمد آل ملا، الشيخ عبد الله بن عبدا للطيف آل ملا، والشيخ عبد الرحمن بن عبدا لله آل جغيمان التميمي، والشيخ عبدا للطيف بن أحمد آل جغيمان التميمي، فاستعرضوا مجمل الأوضاع المتردية في الأحساء ورؤوا أنه لا سبيل للوصول بالبلاد إلى بر الأمان إلا باستقدام عبد العزيز بن عبد الرحمن آل سعود الذي تمكن من اعتلاء عرش الرياض في الخامس من شوال 1313هـ 15 يناير عام 1902م، واستقر رأيهم على الكتابة إليه، فأعدوا له خطاباً شرحوا له فيه ما يسمونه بمنحة البلاد ومعاناتها وأن الظروف السيئة السائدة تهيئ أفضل الفرص لقدومه والعمل على تصفية الوجود العثماني والمناداة به ملكاً على البلاد، ووعدوه بالنصر والمؤازرة لتمكينه من دخول الكوت وذلك بموجب خطة يتم الاتفاق عليها ثم ختم الخطاب بختم سماحة المفتي الشيخ عبد اللطيف بن عبد الرحمن آل ملا، وبعثوا به إلى الملك عبد العزيز في الرياض مع رجل يدعى عبد الهادي بن قشعة فسر لعبد العزيز بخطابهم، وأجرى معهم الاتصال اللازم لرسم خطة دخول الكوت ووضعها موضع التنفيذ، رغم أن والده قد حاول فتح الأحساء في سنة 1291هـ ـ 1874م.